# Frente Negra Pernambucana
A Frente Negra Pernambucana foi uma entidade fundada no Recife em 1936 e convertida em Centro de Cultura Afro-brasileiro em 1937. A organização apresentava particularidades e semelhanças com outras entidades negras de diferentes regiões do Brasil, com as quais se articulava e desenvolvia ações conjuntas. Criada com o propósito de combater o racismo, fomentar a formação intelectual da população negra como estratégia de ascensão social e de incorporar os negros na ordem brasileira moderna, a Frente Negra Pernambucana deixou um legado significativo.

## Origens
A Frente Negra Pernambucana foi fundada em 1936, na cidade do Recife, após o 1.º Congresso Afro-brasileiro, com um propósito semelhante ao de outras Frentes Negras no Brasil: unir a população negra para lutar por seus direitos e combater o preconceito racial. Segundo as memórias de José Vicente Rodrigues Lima, a fundação ocorreu em uma “rua do bairro de São José, onde cinco rapazes desconhecidos, sem nome, sem bafejo de ninguém, em volta de uma mesa forrada com toalha branca, fundaram a Frente Negra Pernambucana, co-irmã da Frente Negra Pelotense, com a presença entre nós de Miguel Barros, pintor gaúcho, conhecido por Barros, mulato”.
Os membros fundadores incluíam José Vicente Rodrigues Lima, Francisco Solano Trindade, Miguel Barros (conhecido como Barros, o mulato), Gerson Monteiro de Lima e José Melo de Albuquerque.
Em 1937, a Frente Negra Pernambucana se transformou no Centro de Cultura Afro-brasileiro (CCAB). A entidade enfrentava o racismo, herança do período escravista, e promovia a educação como um caminho essencial para a ascensão e emancipação da população negra. Embora o nome "Frente Negra" tenha sido usado por pouco tempo e seu registro oficial nunca tenha sido concluído, a identidade e os objetivos do movimento permaneceram inalterados. A mudança para CCAB foi influenciada pelo contexto político da época, marcado pela instauração do Estado Novo, com o governo autoritário de Getúlio Vargas e pela repressão a algumas organizações políticas e associativas. O CCAB visava, nas palavras de José Vicente Lima, “inaugurar uma nova era para o negro brasileiro”.

## Propostas
A Frente Negra Pernambucana, que em 1937 alterou sua denominação para Centro de Cultura Afro-brasileiro tinha entre seus objetivos elevar o negro intelectualmente e para isso desenvolveu ações no campo educacional. Os movimentos negros no Brasil da década de 1930 denunciavam que a principal causa da exclusão social experimentada pela população negra era resultante da ausência de educação formal.
Segundo Fátima Silva, a mudança de nome da instituição sugere uma preocupação em caracterizar o movimento como educacional. A expressão “centro de cultura” parece indicar a intenção de associar a entidade a um conceito mais amplo de educação.
Para promover a elevação intelectual da população negra, o CCAB adotou como estratégia a divulgação de biografias de figuras negras ilustres do Brasil, a instrução da infância negra, a busca por bolsas de estudo para jovens e a educação de mulheres negras voltada para questões de ordem doméstica, profissional, intelectual e moral. Entre as grandes figuras negras da História que o CCAB homenageava e tomava como exemplo de feitos notáveis da raça estavam Luiz Gama, José do Patrocínio, Cruz e Souza, Ferreira de Menezes, Antonio Baobab, Henrique Dias, Paula Nei, André Rebouças, dentre outros.
Dessa forma, construía-se um movimento de valorização das identidades negras, posicionando a “raça” como uma identidade social positiva e homenageando ações e personalidades que impactaram diversos setores nacionais. Rejeitando a visão que tratava o negro como inferior, o CCAB buscava integrá-lo plenamente na sociedade brasileira, garantindo sua participação ativa em toda a dinâmica social do país e evitando que permanecesse à margem, restrito a atividades menos valorizadas. As propostas da Frente Negra Pernambucana apresentavam semelhanças com as da Frente Negra Pelotense, como a defesa da alfabetização e educação dos negros, além da assistência à população em situação de vulnerabilidade social e baixa renda. A entidade também promovia atividades recreativas que fomentavam um circuito cultural. Na década de 1980, a cartilha de divulgação do cinquentenário do Centro de Cultura Afro-Brasileiro mencionava apresentações de manifestações culturais, incluindo afoxé, capoeira e maracatu.
A ênfase na educação (escolarização) refletia a convicção das lideranças da Frente Negra Pernambucana/CCAB de que ela era fundamental para o progresso social e intelectual dos negros. A instrução era vista como um meio de ampliar sua competitividade no mercado de trabalho e possibilitar o acesso a profissões que, na época, eram predominantemente exercidas pela população branca. Além disso, visava melhorar as condições de vida e garantir a presença efetiva da comunidade negra em espaços historicamente negados.
No campo educacional, as propostas de ações da Frente Negra Pernambucana/CCAB apresentavam semelhanças com as das Frentes paulista, gaúcha e baiana. Em todas elas, havia uma preocupação comum com a instrução, o acesso da população negra às escolas e universidades, e a educação voltada para as mulheres, abordada sob a perspectiva material e moral.
Os membros do Centro priorizavam estudos e pesquisas com padrões científicos. As pesquisas abrangiam desde a porcentagem de negros na medicina até a situação de mulheres negras em condição de prostituição. Esses levantamentos eram fundamentais para evidenciar a limitada participação da população negra em profissões de prestígio, como direito (Bacharel em Direito Wikipédia) e medicina, e sua dificuldade de ascensão social. Além das pesquisas, a entidade também se dedicava a realização de palestras e ao lançamento de livros e poemas.

## Divergências ideológicas
O projeto de modernização conduzido pelo governo Vargas, entre os anos de 1930 e 1934, durante o governo provisório, implementaram, pela primeira vez na história do Brasil, políticas sociais voltadas para educação, trabalho e saúde. Em consonância com essas transformações, a Frente Negra Pernambucana/Centro de Cultura Afro-brasileiro reconheceu a necessidade de promover a modernização de homens e mulheres negros. A ideia era oferecer subsídios morais e materiais que garantissem a emergência de cidadãos negros plenamente integrados à sociedade de classes.
A promoção de uma agenda moderna, voltada para a capacitação intelectual, moral e cívica da população negra, era uma prioridade para os membros do CCAB. Nesse contexto, parte dos integrantes defendiam que a entidade deveria permanecer isenta de vínculos partidários ou religiosos, posição que acabou gerando divergências internas dentro do grupo.
O jornalista Jomard Muniz, ao analisar a história da entidade, destacou as dissonâncias ideológicas e políticas entre José Vicente e Solano Trindade, figuras de destaque no movimento negro pernambucano e integrantes do CCAB. Segundo Muniz:
“José Vicente Lima diante de causa representada pela Frente Negra Pernambucana assumia uma atitude mais empenhada na defesa dos valores intelectuais democratizados. Solano Trindade começava a desenvolver um processo bem mais definido por sua militância política. José Vicente era o mais “estudioso”, o “pesquisador”, e muitas das vezes um “repórter” dos acontecimentos. Solano Trindade desejava uma ação mais direta, uma organização mais objetiva, uma solidariedade de classe social em função de transformações mais profundas.”
Para José Vicente Lima, os problemas da população negra poderiam ser resolvidos por meio da intelectualização, e ele defendia que o movimento fosse apartidário e de caráter cultural. Em contrapartida, havia uma vertente na Frente Negra local e Nacional que propunha a criação de um partido político, com Solano Trindade como um de seus defensores, possuindo, inclusive, vínculos com o Partido Comunista.
A defesa da nacionalidade, da brasilidade e da instrução eram princípios compartilhados por outras Frentes Negras no país. No entanto, a Frente Negra Pernambucana se distinguia das demais por adotar uma posição crítica em relação à religião de matriz africana, conhecida no estado como Xangô. Na época, essa prática era vista por parte da organização da entidade como um obstáculo para a valorização e o desenvolvimento cultural da população negra.
José Vicente Lima, em determinado momento de sua trajetória, defendeu a repressão aos terreiros. Contudo, em um depoimento concedido em 1987 ao Suplemento Cultural do Diário Oficial do Estado de Pernambuco, reconheceu que essa posição havia sido um equívoco. Ele relembrou: “Perseguiram os terreiros, tanto que o meu livro lançado em 37, para meu desgosto, era um livro de combate, nós combatíamos os terreiros. Nós começamos, neste particular, errados.”
No livro de 1937, intitulado Xangô, José Vicente apresentou pesquisas que havia realizado nos terreiros da cidade do Recife. Na obra, ele os descrevia como "chagas", refletindo uma visão da época que inferiorizava os cultos de matriz africana. Contudo, na década de 1980, José Vicente revisitou sua percepção, passando a reconhecer e valorizar o Xangô e outras manifestações culturais de raízes africanas. Ele destacou como esses ritos desempenharam um papel fundamental na sobrevivência e resistência do povo negro em uma sociedade marcada pelo racismo.
É importante destacar que as ideias de José Vicente, nas décadas de 1930 e 1940, não eram unanimemente aceitas dentro do movimento negro pernambucano. Solano Trindade, que ocupou o cargo de diretor do CCAB, defendia enfaticamente os terreiros e outras manifestações culturais e religiões afro-brasileiras, tanto em seus poemas quanto em sua militância política. As divergências entre José Vicente e Solano Trindade tinham, em parte, origem na ideologia culturalista de José Vicente. Por outro lado, havia também uma preocupação concreta, uma vez que Solano havia sofrido diretamente a repressão estatal devido à sua militância.
Apesar dessas diferenças ideológicas, José Vicente sempre reconheceu a importância de Solano como companheiro de luta. Após a morte de Solano, José Vicente prestou-lhe reverência e contribuiu para a preservação de sua memória ao publicar seus trabalhos.